# 卡爾梅特角
68°4′S 67°13′W / 68.067°S 67.217°W
卡爾梅特角是南極洲的海角，位於葛拉漢地西岸，最高點海拔高度625米，該海角在1909年由法國探險隊發現，現時受南極條約體系管理。